# San Luis, Antioquia
San Luis là một khu tự quản thuộc tỉnh Antioquia, Colombia. Thủ phủ của khu tự quản San Luis đóng tại San Luis Khu tự quản San Luis có diện tích 453 ki lô mét vuông. Đến thời điểm ngày 28 tháng 5 năm 2005, khu tự quản San Luis có dân số 13026 người.